# Генерал Киселово
Генерал Киселово е село в Североизточна България. То се намира в община Вълчи дол, Варненска област. Селото е кръстено на генерал Пантелей Киселов, победител в Тутраканската битка.

## География
Старите му имена са Емирово и Емир-кьой („село Вожд“). Намира се на 50 км от Варна.

## История
Съдейки по намиращите се в околностите на селото могили и многобройните находки на останки от амфори, глинени съдове и римски монети около тях, се предполага че землището на селото е било заселено от векове, още по римско време и преди това. Една от хипотезите е че то се е създало скоро след падането на България под османска власт, тъй като се знае че Османците са заселвали анадолски турци по стратегически места като търговски пътища, за да се обезпечи сигурността им, а в близост до селото е минавала важна търговска артерия свързваща Добрич и Провадия.
Първите писмени сведения за съществуването на с. Генерал Киселово са от края на 15 век (1478) в един така наречен джелепкешански регистър, който представлява списък на снабдителите на Османската армия с дребен рогат добитък. Това до известна степен съответства на местните турски предания, че турците в селото са юруци преселници от Тузлука – днешния Търговищки регион, а както е известно юруците са турски номадски племена отглеждщи дребен рогат добитък.
През 19 век започва заселване и на други етнически общности като гърци и арменци, развиващи основно търговска дейност. Впоследствие те емигрират във Варна. През 19 век се заселват и първите българи – бежанци от Тракия. След Освобождението -1878 – част от турците се изселват в Анадола и на тяхно место пристигат българи вайковци от недалечните села Левски и Баново и постепенно те стават мнозинство. Вайковците са една част от местното българско население във Варненско, което първоначално обитава Източна Стара Планина, но от края на 18 век се разпростира на север на няколко вълни.
През 1887 година старото име селото – Емиркьой е променено на Емирово, а на 7 декември 1934 година селото е преименувано на Генерал Киселово – в чест на генерал Пантелей Киселов, командир на Четвърта пехотна преславска дивизия по време на Първата световна война.
При избухването на Балканската война в 1912 година един човек от Емирово е доброволец в Македоно-одринското опълчение.
През 1914 г. в селото функционира държавна жребцова станция под контрола на варненския окръжен ветеринарен лекар.
През 1950 г. в селото функционира всестранна взаимоспомагателна кооперация.

## Население
Численост на населението според преброяванията през годините:
| \| Година на преброяване \| Численост \| \| --------------------- \| --------- \| \| 1934 \| 1653 \| \| 1946 \| 1487 \| \| 1956 \| 1357 \| \| 1965 \| 1465 \| \| 1975 \| 1151 \| \| 1985 \| 1003 \| \| 1992 \| 786 \| \| 2001 \| 648 \| \| 2011 \| 535 \| \| 2021 \| 404 \| |           |
| Година на преброяване | Численост |
| 1934 | 1653      |
| 1946 | 1487      |
| 1956 | 1357      |
| 1965 | 1465      |
| 1975 | 1151      |
| 1985 | 1003      |
| 1992 | 786       |
| 2001 | 648       |
| 2011 | 535       |
| 2021 | 404       |

### Етнически състав

#### Преброяване на населението през 2011 г.
Численост и дял на етническите групи според преброяването на населението през 2011 г.:
|                     | Численост | Дял (в %) |
| Общо                | 535       | 100.00    |
| Българи             | 225       | 42.05     |
| Турци               | 266       | 49.71     |
| Цигани              | –         | –         |
| Други               | 4         | 0.74      |
| Не се самоопределят | –         | –         |
| Неотговорили        | 40        | 7.47      |

## Религии
Мюсюлмани сунити – има джамия, за която не се знае кога е построена.
Православно християнство – има църква, построена през 1996 година.

## Културни и природни забележителности
- Женска група за автентичен фолклор – с. Г. Киселово
- Турска женска празнична носия-с. Г. Киселово

## Личности
В селото са родени актьорът Стойко Михалев Пеев и режисьорът Стоян Радев Ге. К.